# 70995 Mikemorton
70995 Mikemorton este un asteroid din centura principală de asteroizi.

## Descriere
70995 Mikemorton este un asteroid din centura principală de asteroizi. A fost descoperit pe 6 decembrie 1999 la Needville de Observatorul din Needville. Asteroidul prezintă o orbită caracterizată de o semiaxă mare de 2,73 ua, o excentricitate de 0,01 și o înclinație de 6,3° în raport cu ecliptica.